# Tabanus brunneicollis
Tabanus brunneicollis är en tvåvingeart som beskrevs av James Stewart Hine och Joseph Charles Bequaert 1932. Tabanus brunneicollis ingår i släktet Tabanus och familjen bromsar. Inga underarter finns listade i Catalogue of Life.